# لونا 19
لونا 19 (بالإنجليزية: Luna 19)‏ هي رحلة فضائية سوفيتية غير مأهولة أطلقت في إطار برنامج لونا اتخذت مدارا حول القمر في 3 أكتوبر 1971.